# John A. Whitaker

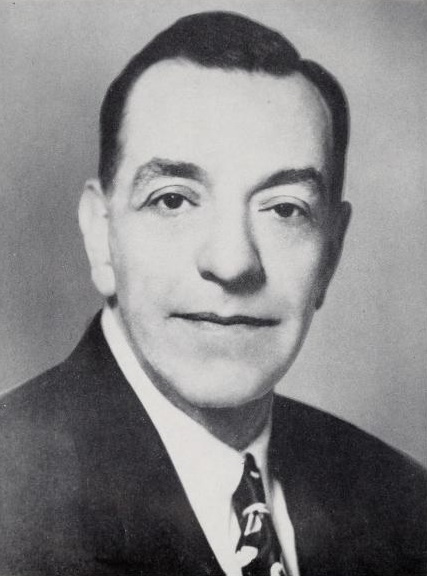
John A. Whitaker

John Albert Whitaker (* 31. Oktober 1901 in Russellville, Kentucky; † 15. Dezember 1951 ebenda) war ein US-amerikanischer Politiker. Zwischen 1948 und 1951 vertrat er den Bundesstaat Kentucky im US-Repräsentantenhaus.

## Werdegang
John Whitaker war ein Enkel von Addison James (1850–1947), der zwischen 1907 und 1909 für den Staat Kentucky im Kongress saß. Er besuchte die öffentlichen Schulen seiner Heimat und danach das Bethel College sowie die University of Kentucky. Nach einem anschließenden Jurastudium und seiner 1926 erfolgten Zulassung als Rechtsanwalt begann er in Russellville in diesem Beruf zu arbeiten. Zwischen 1928 und 1948 war er Staatsanwalt im Logan County.
Politisch war Whitaker Mitglied der Demokratischen Partei. Zwischen 1924 und 1950 besuchte er alle regionalen demokratischen Parteitage in Kentucky als Delegierter. Nach dem Rücktritt des Abgeordneten Earle C. Clements wurde er im zweiten Wahlbezirk seines Staates als dessen Nachfolger in das US-Repräsentantenhaus in Washington, D.C. gewählt, wo er am 17. April 1948 sein neues Mandat antrat. Da er bei den beiden folgenden regulären Kongresswahlen jeweils bestätigt wurde, konnte er sein Mandat bis zu seinem Tod am 15. Dezember 1951 ausüben. Diese Zeit war von dem beginnenden Kalten Krieg geprägt. Im Jahr 1951 wurde der 22. Verfassungszusatz ratifiziert, durch den die maximale Amtsdauer des Präsidenten festgelegt wurde. Nach Whitakers Tod fiel sein Mandat an Garrett L. Withers.